# 雷電DX
『雷電DX』（らいでん ディー・エックス）は、1994年にセイブ開発が制作・販売したアーケード用縦スクロールシューティングゲームである。『雷電シリーズ』の1つで、『雷電II』のゲームバランスを調整し新要素を追加したバージョンアップ・リメイク作品。

## 概説
本作は『雷電II』の言わばバージョンアップ版で、『雷電II』の基本的なゲームシステムやグラフィックはほぼそのまま踏襲されているが、システムの細部まで調整を受けているほかグラフィックにも変更を受けている箇所が多数ある。
ゲーム開始時に練習・初級・上級の3つのコースから選択できるようになっていることが特徴で、スコア稼ぎ（ボーナスシステム）にも変更・新要素が与えられている。
8方向レバー+2ボタン（ショット、ボンバー）で自機の「超高空戦闘爆撃機・雷電マークII」を操作する。2人同時プレイが可能で、1P側は赤色の機体、2P側は青色（水色）の機体となる。1人プレイ時は1P側の機体と2P側の機体で性能に差が生じ、1P機体は縦方向の移動速度が若干速く、2P機体は横方向の移動速度が若干速くなる。2人同時プレイ時は2Pは1Pの性能と同じになる。
残機を全て失うか、練習コースと初級コースのみ一定の条件でコースの最終地点まで到達するとゲームオーバーとなる。ゲームオーバー時にプレイ結果を評価し腕前の判定をしてくれる腕前判定機能が搭載されている。

## コース
ゲームを開始すると、まずはプレイするコースを選択する画面が表示される。コースは3つに分かれており、練習・初級・上級がある。
コース選択画面の上部に表示されている稲妻マークが一定間隔で黄色と赤色に変化しており、プレイするコースを選択した瞬間の稲妻の色でプレイヤーが初期所有するボンバーの種類が変化する。

### 練習
練習（TRAINING）コースは、練習用に用いるコースである。
練習コースのステージ数は1つ（LEVEL 0）のみだが、通常の3倍ほどの長さがある。最終地点まで到達するとゲームは終了となる。
クリアするだけならさほど苦労しない程度の難易度だが、MISSION ADVANCED を狙う場合は難易度が跳ね上がる。

#### MISSION ADVANCED
練習コースにおいて、以下の条件を全て達成してクリアすると腕前判定中にブザー音が鳴り響き MISSION ADVANCED が発生する。
- ミスが0回（ノーミス）
- ボンバー使用回数が0回（ノーボム）
- 敵破壊率が99.0パーセント以上
- レーダー破壊率が100パーセント以上

MISSION ADVANCED が発生するとゲームは終了せず自機が再び飛び立ち、難易度が上級コースの2周目相当に上がった初級コースが開始される。この初級コースも通常の初級コースと同様にステージ1からステージ5までが存在し、ステージ5をクリアした際に再び腕前判定画面が表示されゲームが終了する。
しかし、この初級コースのクリア時にも上記の条件を満たしていると再びブザー音が鳴り響き MISSION ADVANCED が発生し、ゲームは終了せず自機は再度飛び立つ。今度は難易度が上級コースの3周目相当に上昇した上級コースのステージ6へと進む。以降は上級コースをループする展開となる。

### 初級
初級（NOVICE）コースは、『雷電II』を少し簡単に調整したコースである。全5ステージ。
コースの構成自体は『雷電II』のステージ1（LEVEL 1）からステージ5（LEVEL 5）までと同様であるが、一部の要素が『雷電II』から変更されており、全体的な難易度はやや下がっている。
ステージ5をクリアすると終了だが、練習コースから MISSION ADVANCED で初級コースをプレイした時は初級コースクリア時点で上述の条件を満たしているとさらに MISSION ADVANCED となりゲームは終了せず上級コースへと進む。

### 上級
上級（EXPERT）コースは難易度が高めの上級者向けコースで、全9ステージが存在する。
ステージ1（LEVEL 1）からステージ8（LEVEL 8）までのステージ構成は『雷電II』とほぼ同じだが、背景グラフィックや敵の配置は大きく異なる。
通常はステージ8が最終ステージだが、ステージ8のクリアまでノーミスノーボムの条件を満たすとステージ9（LEVEL 9）に突入することができる。ステージ9は特殊で、ミスした際は戻り復活になる。また、ステージ9を発生させないと次周開始前のミッションクリアボーナスを得ることができない。
最終ステージをクリアすると難易度が上昇してステージ1に戻り、以降は残機を全て失うまでループする。難易度は4周目まで上がる。

## 自機の装備
自機の攻撃手段は『雷電II』と全く同じであり、ショット（全3種）とミサイル（全2種）、及び弾数制限のあるボンバー（全2種）の3つが存在する。ショットとミサイルはショットボタンで同時に使用することができる。ただし、ミサイルはアイテムを取得しないと使用することができない。ボンバーはボンバー発動用のボタンを押すことで使用可能だが、残弾数が無い状態では使用することはできない。 

### ショット
メインウェポン。装備中のショットと同じ装備のアイテムを取得していくことで最高8段階までパワーアップができる。装備中のショットと異なる装備のアイテムを取得するとショットの切り替えとなりパワーアップはしない。
バルカン（赤）
初期装備。弾丸を発射する。パワーアップで弾丸の幅や同時発射数が増えていき、最大で7方向まで扇形に発射できる。広範囲の攻撃に向く。
レーザー（青）
レーザービームを発射する。1発あたりの破壊力はバルカンよりも高い。パワーアップするとレーザーの数が増え横幅が広がるが、自機の横幅と同程度までしか広がらない。
プラズマレーザー（紫）
通常時は自機正面方向に進むのみだが、連射しているとレーザーの性質が変化し、曲線を描きながら敵を捕捉しダメージを与え続けることができるようになる。バルカン・レーザーに比べて威力が弱い。『雷電II』とは異なり、敵を補足中はレーザーの色が虹色に輝く。

### ミサイル
サブウェポン。初期状態の自機は使用することができないが、ミサイルアイテムを取得することで使用可能になる。ミサイルを装備していない状態で「フルパワー」を取得してもミサイルは装備されることはない。
装備中のミサイルと同じ装備のアイテムを取得していくことで最高4段階までパワーアップする。装備中のミサイルと異なる装備のアイテムを取得するとミサイルの切り替えとなりパワーアップはしない。
ニュークリアミサイル（黄）
敵に接触すると爆発するミサイルを前方へ発射。威力は高いが発射直後の速度が遅い。
ホーミングミサイル（緑）
敵を自動追尾するミサイルを発射。威力は低い。パワーアップを重ねると弾速が向上する。

### ボンバー
弾数制限がある特殊攻撃（ボム）。初期状態で3発分を保有しており、アイテムを取得することで残弾数を追加できる。最大で7発まで同時に保有できる。
種類の異なるボンバーでも同時に保有することができる。使用時は最後に取得したボンバーから使用していく。7発所有時にボンバーアイテムを取得すると取得のタイミングが最も古いボンバーが消滅したうえで取得したボンバーが追加される仕様。
ボンバーの残弾数はステージクリア後のボーナス加算に影響する。
ボンバー（赤）
自機の前方に1発の爆弾を投下、一定時間後に大爆発を起こす。爆発に巻き込まれた敵にダメージを与えるほか敵弾を消す。発射から爆発までタイムラグがあり緊急回避には向かないが威力は高い。
拡散ボンバー（黄）
自機の周囲に多数の小型爆弾をまき散らす。爆弾自体に敵や敵弾に対する当たり判定があるため緊急回避に向くが威力は低い。

## アイテム
全9種が存在する。
「ショット」「ミサイル」「ボンバー」は『雷電II』と同様に出現時一定時間経過で種類が切り替わる仕様である。
ショット
取得すると自機のショットをパワーアップする。もしくはショットの種類を切り替える。自機が装備中のショットがフルパワー状態で同じショットを取得すると5,000点のボーナス得点が加算される。
ミサイル
取得すると自機にミサイルを装備する。既にミサイルを装備している場合は装備中のミサイルをパワーアップする、もしくはミサイルの種類を切り替える。自機が装備中のミサイルがフルパワー状態で同じミサイルを取得すると5,000点のボーナス得点が加算される。
ボンバー
取得するとボンバーの残弾数が1つ追加される。自機が既に最大保有数の7つを保有している状態で取得すると5,000点のボーナス得点が加算されるが、同じ種類のボンバーを7つ所有している状態でかつ同じボンバーを取得した場合は50,000点のボーナス得点が加算される。
勲章
ボーナスアイテム。取得するとボーナス得点が加算されるほか、ステージクリア後そのステージで取得した勲章の個数がボーナス加算に影響する。
出現直後は500点だが徐々に色がくすんでいくと同時に得点が下がる（最低10点）。くすみ切ってからしばらくすると一瞬だけ光り、その瞬間に取得すると最高得点の3,000点を得られる。
青勲章
ボーナスアイテム。取得するとボーナス得点（通常の勲章よりも高得点）が加算されるほか、ステージクリア後そのステージで取得した勲章の個数がボーナス加算に影響する。
勲章と同じく出現後は徐々に色がくすんでいくと同時に得点が下がる（出現直後は3,000点。最低100点）。くすみ切ってからしばらくすると一瞬だけ光り、その瞬間に取得すると最高得点の10,000点を得られる。
ミクラス
取得すると10,000点のボーナス。出現後しばらくするとアニメーションが止まり、さらにしばらくすると再びアニメーションするを繰り返すが、アニメーション再開の瞬間に取得すると50,000点になる。上記の勲章・青勲章を最高得点で3回取得すると次に出現するボーナスアイテムは必ずミクラスになる。
フェアリー
特定のステージに隠されており、取得すると10,000点のボーナス加算され、さらにミス後の復活時に画面上部から登場してきて「ショット」「ミサイル」「ボンバー」「フルパワー」のいずれかのアイテムを画面上に数個ばら撒く効果がある。
フルパワー
「P」の表記があるアイテム。取得すると現在装備しているショットとミサイルが最強段階になる。既に最強段階である場合は10,000点のボーナス得点が加算。
1UP
取得すると残機が1機増える。特定のステージで特定の条件を満たした場合に出現する。なお、得点によるエクステンドは無い。

## ソル・レーダー
本作の攻略上大きく関わってくる要素としてソルとレーダーの存在がある。
ソル
名称は『ゼビウス』に登場する同名のキャラクターから。小さい突起に自機を重ねると地面から生えてくる。練習コースでは多くの場合レーダーの出現条件に影響する。
レーダー
特定の場所に一定時間自機を重ねると出現。赤、銀、金の3種類があり、爆発も派手になっていく。初級、上級コースでは簡単に金色のレーダーを出現させることができるが、練習コースで金色のレーダーを出現させるには複雑な条件を満たす必要がある。練習コースではほぼ全て金色のレーダーを出現させないとレーダー破壊率が100パーセントを目指せない。

## ステージ
本作のステージを記述する。

### 練習
| 面 | レベル名   | ボス名                                                       | ステージBGM                                     |
| -- | ---------- | ------------------------------------------------------------ | ----------------------------------------------- |
| 0  | 練習コース | フォルードガーテル（地球側コードネーム：グランドクローラー） | INTRO～GALLANTRY Tragedy flame FIGHTING THUNDER |

### 初級
| 面 | レベル名       | ボス名                                                                       | ステージBGM      |
| -- | -------------- | ---------------------------------------------------------------------------- | ---------------- |
| 1  | 田園地帯       | ゼルゼレイ・セ・フル ゼルゼレイ・イ・エク （地球側コードネーム：ウォーカー） | GALLANTRY        |
| 2  | 街             | ゲルドバード（地球側コードネーム：アルバトロス） ノウザード                  | Tragedy flame    |
| 3  | 海洋           | ダル・ヤー（地球側コードネーム：バトルアックス）                             | All or nothing   |
| 4  | 遺跡           | バルグ（地球側コードネーム：サンダーフォートレス） アブル バーラン           | ROUGH AND TUMBLE |
| 5  | 敵地上中継基地 | ハーケスタル（地球側コードネーム：ブラックバード） アーヴィー ゲルメズ       | Depression       |

### 上級
条件を満たすことで、隠しステージ（9面）に進むことができる。
| 面 | レベル名           | ボス名                                                                       | ステージBGM          |
| -- | ------------------ | ---------------------------------------------------------------------------- | -------------------- |
| 1  | 田園地帯           | ゼルゼレイ・セ・フル ゼルゼレイ・イ・エク （地球側コードネーム：ウォーカー） | GALLANTRY            |
| 2  | 街                 | ゲルドバード（地球側コードネーム：アルバトロス） ノウザード                  | Tragedy flame        |
| 3  | 海洋               | ダル・ヤー（地球側コードネーム：バトルアックス）                             | ROUGH AND TUMBLE     |
| 4  | 遺跡               | バルグ（地球側コードネーム：サンダーフォートレス） アブル バーラン           | Depression           |
| 5  | 敵地上中継基地     | ハーケスタル（地球側コードネーム：ブラックバード） アーヴィー ゲルメズ       | FIGHTING THUNDER     |
| 6  | クリスタル浮遊大陸 | メシュキー・デラーズ（地球側コードネーム：グラファイト）                     | Burnt Field          |
| 7  | 敵巨大戦艦         | ボゾルグ・タリーン（地球側コードネーム：ヒュージサテライト）                 | Flap toward the hope |
| 8  | 最終攻撃目標       | ガルブ・ガディーム（地球側コードネーム：マザーヘブン）                       | Tragedy flame        |
| 9  | エキストラレベル   | ノクレイーザミーン（地球側コードネーム：グレイ・ノジュール）                 | Decisive battle      |

## 隠しボーナス
- リザルト画面中に自機がいる座標にあらかじめ自機を合わせておくと、そこまでの距離に応じたボーナスが入る。
- 同色のボムが7つある状態でさらに同色のボムを取ると50,000点のボーナスが入る。

## 移植版
| No. | タイトル                     | 発売日         | 対応機種    | 開発元     | 発売元       | メディア | 型式       | 備考 |
| --- | ---------------------------- | -------------- | ----------- | ---------- | ------------ | -------- | ---------- | ---- |
| 1   | 雷電DX                       | 1997年4月11日  | PlayStation | セイブ開発 | 日本システム | CD-ROM   | SLPS-00728 |      |
| 2   | MajorWave1500シリーズ 雷電DX | 2000年10月26日 | PlayStation | セイブ開発 | ハムスター   | CD-ROM   |            |      |

- プレイステーション版（日本システム販売）

1997年発売。新たに録り下ろされた曲がある。「BGM MODE」で「NEW RELEASE」を選択してから、ゲームを1回プレイすると、『バイパーフェイズ1』で使用された曲でプレイすることも出来る。
難易度を「ARCADE」に設定して練習、初級、上級のいずれかのコースをクリアする事で「ARCADE2」が追加される。「2」に設定してクリアすると「3」が、「3」に設定してクリアすると「ARCADE4」の難易度が「GAME CONFIG」で選択可能になる。
他にも、ゲームをクリアしていくことでリプレイ機能やギャラリーモードなどの特典が開放されていく。
また、9面突入条件が「ノーミスノーボム」から「1クレジットで200万点獲得」に緩和された。

## 評価
ゲーム誌『ゲーメスト』の企画「第8回ゲーメスト大賞」（1994年度）で、読者投票によりベストシューティング賞7位を獲得している他、「第9回ゲーメスト大賞」（1995年度）で、読者投票により年間ヒットゲーム賞50位を獲得している。